# El Salitre
El Salitre è una parrocchia urbana dell'Ecuador, capoluogo dell'omonimo cantone, nella provincia del Guayas.